# 571938 Mariaeimmart
571938 Mariaeimmart è un asteroide della fascia principale. Scoperto nel 2008, presenta un'orbita caratterizzata da un semiasse maggiore pari a 2,975300 au e da un'eccentricità di 0,0730380, inclinata di 11,389272° rispetto all'eclittica.